# 柳原正樹
柳原 正樹（やなぎはら まさき、1952年5月13日 - 2021年4月29日）は、日本のキュレーター。独立行政法人国立美術館理事長、京都国立近代美術館館長、富山県とやま美術政策顧問。

## 人物・経歴
富山県下新川郡宇奈月町（現・黒部市）出身。
1975年大阪芸術大学芸術学部美術科卒業、富山県庁入庁。学芸員として、富山県立近代美術館の開設にあたった。杉山寧展などを担当。
1996年富山県立近代美術館普及課長。2006年富山県水墨美術館副館長。2010年同館長。2013年京都国立近代美術館館長。2017年独立行政法人国立美術館理事長、富山県とやま美術政策顧問。
2019年芸術選奨文部科学大臣賞（美術部門）選考委員、芸術選奨文部科学大臣新人賞（美術部門）選考委員。
2020年9月2日、文部科学省文化審議会委員。同年北日本新聞文化賞受賞。
2021年4月29日、胃がんで死去。68歳没。